# Las locuras del profesor
Las locuras del profesor es una película de Argentina filmada en Eastmancolor dirigida por Palito Ortega según el guion de Víctor Sueiro que se estrenó el 15 de febrero de 1979 y tuvo como actores principales a Carlos Balá, Javier Portales y Raúl Rossi.

## Sinopsis
Un excéntrico profesor de ciencias se convierte en el favorito de los estudiantes de una escuela secundaria.

## Reparto
- Carlos Balá como Profesor Sócrates Pérez
- Javier Portales como Sr. Ulloa
- Raúl Rossi como Director de la escuela
- Tino Pascali como Profesor
- Nené Malbrán como Profesora
- Marcelo Chimento como Gonzalo
- Vicente La Russa como Cocinero español
- Norberto Draghi como Profesor de educación física
- Mónica Jouvet como Alicia
- Cristina Maciel
- Rodolfo Onetto como Linyera
- Max Berliner como Linyera
- Andrés Redondo como Inspector del colegio
- Mónica Gonzaga como Modelo
- Héctor Gancé
- Luis E. Corradi
- Joaquín Piñón
- Coco Fosatti
- Palito Ortega (cameo)
- Carlos Monzón como Él mismo
- Ana María Nemi
- Lita Landi

## Comentarios
Néstor en Esquiú Color opinó:

«La comicidad elemental, pero directa y eficaz del popular Carlos Balá sigue prodigándose hacia el público menudo, sin mayores inquietudes…Consejo: para párvulos no demasiado precoces.»

Manrupe y Portela escriben:

«Olvidable y reiterada comedia con los mismos chistes de siempre.»